# 六角亭街道 (武汉市)
六角亭街道，是中华人民共和国湖北省武汉市硚口区下辖的一个乡镇级行政单位。

## 行政区划
六角亭街道下辖以下地区：
民意社区、学堂社区、荣东社区、顺道社区、六角社区、南巷社区、自治社区、游艺社区、慈善社区和宝善社区。

## 引申
因武汉市精神卫生中心六角亭院区（原武汉市精神病医院）位于该街道辖区内，武汉方言中经常以对方来自该地区来暗指对方有精神病。